# Navidad con amigos
Navidad con amigos es un álbum de una edición especial Navideña que fue lanzado en México en el año 2006 y una reedición en el 2007, en el que participan artistas como: Ninel Conde, Fey, Belinda, Angelica Vale, RBD, entre otros.

## Información
La primera edición incluye sólo 12 canciones cantadas por los distintos artistas, y para cada una de ellas se grabó un video musical. Para la reedición del 2007 se le agregaron 3 canciones, Campanas en mi corazón cantada por Eiza González, Esta navidad por La Nueva Banda Timbiriche, y Los peces en el río nuevamente por RBD, siento éste el único grupo en tener dos canciones.

## Canciones
- CD de 2006

| Navidad con amigos |                                      |                                             |          |  |
| N.º                | Título                               | Intérprete (s)                              | Duración |  |
| 1.                 | «Campana Sobre Campana»              | RBD                                         |          |  |
| 2.                 | «Rodolfo El Reno De La Nariz Roja»   | Belinda                                     |          |  |
| 3.                 | «Mamacita, ¿Dónde Está Santa Claus?» | A.B. Quintanilla III y Los Kumbia All Starz |          |  |
| 4.                 | «Ven A Mi Casa Esta Navidad»         | Angélica Vale/Ricardo Montaner              |          |  |
| 5.                 | «Regalo De Navidad»                  | Intocable                                   |          |  |
| 6.                 | «El Año Viejo»                       | Ninel Conde                                 |          |  |
| 7.                 | «Paseo En Trineo»                    | Lucero                                      |          |  |
| 8.                 | «Los Peces En El Río»                | Shaila Dúrcal                               |          |  |
| 9.                 | «Jingle Bells»                       | Kika                                        |          |  |
| 10.                | «Feliz Navidad»                      | Alessandra                                  |          |  |
| 11.                | «Noche de paz»                       | Edith Márquez                               |          |  |
| 12.                | «Un Año Más»                         | Fey                                         |          |  |
| 40:18              |                                      |                                             |          |  |

- CD de 2007

| Navidad con amigos |                          |                           |          |  |
| N.º                | Título                   | Intérprete (s)            | Duración |  |
| 13.                | «Campanas En Mi Corazón» | Eiza González (Lola)      |          |  |
| 14.                | «Esta Navidad»           | La Nueva Banda Timbiriche |          |  |
| 15.                | «Los Peces En El Río»    | RBD                       |          |  |
| 9:53               |                          |                           |          |  |

## DVD
En el 2007 salió a la venta un DVD que contiene 10 videos de los 12 temas de Navidad con Amigos 2006.

### Videos
| Navidad con amigos - DVD |                                      |                                             |          |  |
| N.º                      | Título                               | Intérprete (s)                              | Duración |  |
| 1.                       | «Rodolfo El Reno De La Nariz Roja»   | Belinda                                     |          |  |
| 2.                       | «Mamacita, ¿Dónde Está Santa Claus?» | A.B. Quintanilla III y Los Kumbia All Starz |          |  |
| 3.                       | «Ven A Mi Casa Esta Navidad»         | Angélica Vale/Ricardo Montaner              |          |  |
| 4.                       | «El Año Viejo»                       | Ninel Conde                                 |          |  |
| 5.                       | «Paseo en Trineo»                    | Lucero                                      |          |  |
| 6.                       | «Los Peces En El Río»                | Shaila Dúrcal                               |          |  |
| 7.                       | «Jingle Bells»                       | Kika                                        |          |  |
| 8.                       | «Feliz Navidad»                      | Alessandra                                  |          |  |
| 9.                       | «Noche de Paz»                       | Edith Márquez                               |          |  |
| 10.                      | «Un Año Más»                         | Fey                                         |          |  |